# Dividivi
Dividiviträdet (Caesalpinia coriaria), är hemmahörande i Mexiko, Centralamerika och norra delarna av Sydamerika. Det odlas dessutom i Sydostasien. Trädet når sällan sin maximala höjd på 9 meter eftersom tillväxten förvrids av passadvindarna på trädets växtplatser längs kusterna.

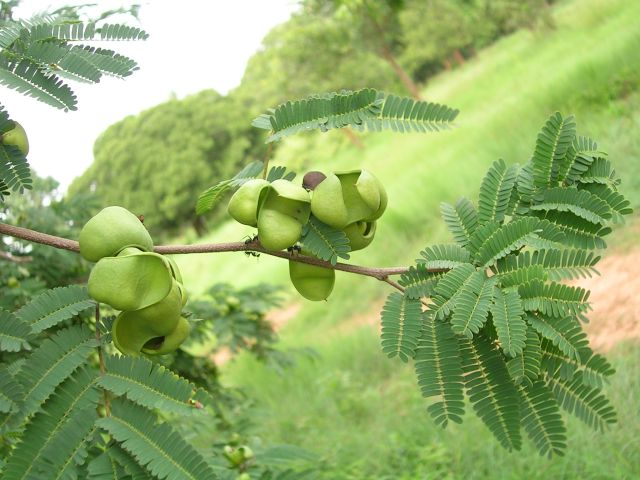
Kvist med fruktbaljor och löv.

Nr man talar om dividivi brukar man inte syfta på själva trädet utan på dess frukter. Dessa är baljor med skal vars halt av garvämne kan variera mellan 35 och 50 procent och de har därför fått användning inom garveriindustrin, dock alltid tillsammans med andra garvmedel. Ett liknande träd Acacia catechu, har större baljor med garvämneshalt på upp till 55 procent.
Garvning med dividivi ger lädret en ljus färg, men kan vid användning av för stor mängd ge lädrets snittytor en violett färg.
Trädets frön innehåller ej något garvämne, men väl fett, vilket gör att, om frön kommer med i baljskalen till garvningen, det kan bildas fettfläckar på lädret.
På grund av sin rikedom på garvämne har dividivi även fått medicinsk användning som adstringerande medel.